# Cubzac-les-Ponts
Cubzac-les-Ponts – miejscowość i gmina we Francji, w regionie Nowa Akwitania, w departamencie Żyronda.
Według danych na rok 1990 gminę zamieszkiwało 1701 osób, a gęstość zaludnienia wynosiła 191 osób/km² (wśród 2290 gmin Akwitanii Cubzac-les-Ponts plasuje się na 246. miejscu pod względem liczby ludności, natomiast pod względem powierzchni na miejscu 1141.).